# Zimbabwe a 2000. évi nyári olimpiai játékokon
Zimbabwe az ausztráliai Sydneyben megrendezett 2000. évi nyári olimpiai játékok egyik részt vevő nemzete volt. Az országot az olimpián 5 sportágban 16 sportoló képviselte, akik érmet nem szereztek.

## Atlétika
Férfi
| Versenyző                                                      | Versenyszám     | Előfutam | Előfutam | Előfutam | Negyeddöntő | Negyeddöntő | Negyeddöntő | Elődöntő | Elődöntő | Elődöntő | Döntő   | Döntő    |
| Versenyző                                                      | Versenyszám     | Idő      | Hely.    | Össz.    | Idő         | Hely.       | Össz.       | Idő      | Hely.    | Össz.    | Idő     | Helyezés |
| -------------------------------------------------------------- | --------------- | -------- | -------- | -------- | ----------- | ----------- | ----------- | -------- | -------- | -------- | ------- | -------- |
| Tawanda Chiwira                                                | 400 m           | 46,50    | 5.       | 45.      | kiesett     | kiesett     | kiesett     | kiesett  | kiesett  | kiesett  | kiesett | kiesett  |
| Phillip Mukomana                                               | 400 m           | 47,11    | 7.       | 59.      | kiesett     | kiesett     | kiesett     | kiesett  | kiesett  | kiesett  | kiesett | kiesett  |
| Crispen Mutakanyi                                              | 800 m           | 1:47,66  | 4.       | 24.*     |             |             |             | kiesett  | kiesett  | kiesett  | kiesett | kiesett  |
| Tendai Chimusasa                                               | Maraton         |          |          |          |             |             |             |          |          |          | 2:14:19 | 9.       |
| Iain Harnden                                                   | 400 m gát       | 54,01    | 7.       | 60.      |             |             |             | kiesett  | kiesett  | kiesett  | kiesett | kiesett  |
| Ken Harnden                                                    | 400 m gát       | 51,83    | 4.       | 52.      |             |             |             | kiesett  | kiesett  | kiesett  | kiesett | kiesett  |
| Crispen Mutakanyi Tawanda Chiwira Phillip Mukomana Ken Harnden | 4 × 400 m váltó | 3:05,60  | 3.       | 14.      |             |             |             | kiesett  | kiesett  | kiesett  | kiesett | kiesett  |

Női
| Versenyző       | Versenyszám | Előfutam | Előfutam | Előfutam | Elődöntő | Elődöntő | Elődöntő | Döntő   | Döntő    |
| Versenyző       | Versenyszám | Idő      | Hely.    | Össz.    | Idő      | Hely.    | Össz.    | Idő     | Helyezés |
| --------------- | ----------- | -------- | -------- | -------- | -------- | -------- | -------- | ------- | -------- |
| Julia Sakara    | 1500 m      | 4:21,94  | 12.      | 35.      | kiesett  | kiesett  | kiesett  | kiesett | kiesett  |
| Samukeliso Moyo | 5000 m      | 15:47,76 | 12.      | 31.      |          |          |          | kiesett | kiesett  |

* - egy másik versenyzővel azonos eredményt ért el

## Műugrás
Férfi
| Versenyző    | Versenyszám    | Selejtező | Selejtező | Elődöntő | Elődöntő | Döntő   | Döntő    |
| Versenyző    | Versenyszám    | Pont      | Helyezés  | Pont     | Helyezés | Pont    | Helyezés |
| ------------ | -------------- | --------- | --------- | -------- | -------- | ------- | -------- |
| Evan Stewart | Egyéni műugrás | 313,53    | 38.       | kiesett  | kiesett  | kiesett | kiesett  |

## Tenisz
Férfi
| Versenyző                 | Versenyszám | 64-es főtábla                       | 32-es főtábla                                              | Nyolcaddöntő      | Negyeddöntő       | Elődöntő          | Bronz- mérkőzés   | Döntő             | Helyezés |
| Versenyző                 | Versenyszám | Ellenfél Eredmény                   | Ellenfél Eredmény                                          | Ellenfél Eredmény | Ellenfél Eredmény | Ellenfél Eredmény | Ellenfél Eredmény | Ellenfél Eredmény | Helyezés |
| ------------------------- | ----------- | ----------------------------------- | ---------------------------------------------------------- | ----------------- | ----------------- | ----------------- | ----------------- | ----------------- | -------- |
| Wayne Black               | Egyes       | Jiří Vaněk (CZE) · 7-5, 1-6, 1-6    | kiesett                                                    | kiesett           | kiesett           | kiesett           | kiesett           | kiesett           | 33.      |
| Kevin Ullyett             | Egyes       | Albert Costa (ESP) · 6-3, 3-6, 11-9 | Ivan Ljubičić (CRO) · 2-6, 6-4, 4-6                        | kiesett           | kiesett           | kiesett           | kiesett           | kiesett           | 17.      |
| Wayne Black Kevin Ullyett | Páros       |                                     | Németország (GER) · Tommy Haas · David Prinosil · 1-6, 4-6 | kiesett           | kiesett           | kiesett           | kiesett           | kiesett           | 17.      |

Női
| Versenyző  | Versenyszám | 64-es főtábla                            | 32-es főtábla     | Nyolcaddöntő      | Negyeddöntő       | Elődöntő          | Bronz- mérkőzés   | Döntő             | Helyezés |
| Versenyző  | Versenyszám | Ellenfél Eredmény                        | Ellenfél Eredmény | Ellenfél Eredmény | Ellenfél Eredmény | Ellenfél Eredmény | Ellenfél Eredmény | Ellenfél Eredmény | Helyezés |
| ---------- | ----------- | ---------------------------------------- | ----------------- | ----------------- | ----------------- | ----------------- | ----------------- | ----------------- | -------- |
| Cara Black | Egyes       | Silvia Farina Elia (ITA) · 2-6, 6-3, 3-6 | kiesett           | kiesett           | kiesett           | kiesett           | kiesett           | kiesett           | 33.      |

## Triatlon
| Versenyző     | Versenyszám | 1,5 km úszás | Depózás 1 | 40 km kerékpározás | Depózás 2        | 10 km futás      | Összesítés    | Összesítés    |
| Versenyző     | Versenyszám | Idő          | Idő       | Idő                | Idő              | Idő              | Idő           | Helyezés      |
| ------------- | ----------- | ------------ | --------- | ------------------ | ---------------- | ---------------- | ------------- | ------------- |
| Mark Marabini | Férfi       | 20:13,49     | 27,90     | nem teljesítette   | nem teljesítette | nem teljesítette | nem ért célba | nem ért célba |

## Úszás
Férfi
| Versenyző    | Versenyszám | Előfutam | Előfutam | Előfutam | Elődöntő | Elődöntő | Elődöntő | Döntő   | Döntő    |
| Versenyző    | Versenyszám | Idő      | Hely.    | Össz.    | Idő      | Hely.    | Össz.    | Idő     | Helyezés |
| ------------ | ----------- | -------- | -------- | -------- | -------- | -------- | -------- | ------- | -------- |
| Glen Walshaw | 100 m gyors | 52,53    | 7.       | 52.      | kiesett  | kiesett  | kiesett  | kiesett | kiesett  |
| Glen Walshaw | 200 m gyors | 1:54,70  | 8.       | 40.      | kiesett  | kiesett  | kiesett  | kiesett | kiesett  |

Női
| Versenyző       | Versenyszám  | Előfutam | Előfutam | Előfutam | Elődöntő | Elődöntő | Elődöntő | Döntő   | Döntő    |
| Versenyző       | Versenyszám  | Idő      | Hely.    | Össz.    | Idő      | Hely.    | Össz.    | Idő     | Helyezés |
| --------------- | ------------ | -------- | -------- | -------- | -------- | -------- | -------- | ------- | -------- |
| Kirsty Coventry | 50 m gyors   | 26,58    | 7.       | 36.      | kiesett  | kiesett  | kiesett  | kiesett | kiesett  |
| Kirsty Coventry | 100 m gyors  | 57,47    | 2.       | 28.      | kiesett  | kiesett  | kiesett  | kiesett | kiesett  |
| Kirsty Coventry | 100 m hát    | 1:03,05  | 1.       | 16.      | 1:02,54  | 6.       | 14.      | kiesett | kiesett  |
| Kirsty Coventry | 200 m vegyes | 2:17,73  | 5.       | 18.      | kiesett  | kiesett  | kiesett  | kiesett | kiesett  |
| Mandy Leach     | 200 m gyors  | 2:01,05  | 5.       | 14.      | 2:00,60  | 8.       | 13.      | kiesett | kiesett  |